# Regenwormen (spel)
Regenwormen is een dobbelspel voor 2 tot 7 spelers. Het is ontworpen door Reiner Knizia en wordt in Nederland uitgegeven door 999 Games. In 2005 werd het spel oorspronkelijk uitgebracht in Duitsland, onder de naam Heckmeck am Bratwurmeck. In het Engels staat het bekend als Pickomino. De spelers zijn hongerige kippen die hun uiterste best doen zo veel mogelijk regenwormen te verschalken. Wie te gulzig is ondervindt hier echter nadeel van. Regenwormen is een spel vanaf acht jaar.

## Doel van het spel
Het doel van het spel is om met behulp van de dobbelstenen zo veel mogelijk regenwormen te verzamelen.

## Spelmateriaal
- Acht dobbelstenen met op de zes vlakken de volgende waarden/symbolen: 1, 2, 3, 4, 5, regenworm. De regenworm telt voor vijf punten.
- Zestien tegels, genummerd van 21 tot en met 36, elk voorzien van één, twee, drie of vier regenwormen:

| Tegel met getal | Aantal regenwormen |
| --------------- | ------------------ |
| 21, 22, 23, 24  | 1                  |
| 25, 26, 27, 28  | 2                  |
| 29, 30, 31, 32  | 3                  |
| 33, 34, 35, 36  | 4                  |

## Voorbereiding
Ter voorbereiding worden de zestien tegels open naast elkaar op tafel gelegd in oplopende volgorde. Vervolgens krijgt de startspeler alle acht dobbelstenen ter beschikking.

## Verloop van het spel
Om beurten probeert elke speler door middel van een aantal dobbelsteenworpen een tegel te verdienen. Elke speler stapelt zijn tegels voor zich op tafel op, in de volgorde waarin deze verdiend zijn: de laatstverdiende tegel komt bovenop en is daarmee de enige die door een andere speler weggenomen mag worden.

## Verloop van een beurt
Een beurt verloopt als volgt:
1. De speler gooit alle acht dobbelstenen.
2. De speler kiest een van de geworpen symbolen (een getal of de regenworm) en legt alle dobbelstenen met dit symbool opzij.
3. De speler mag het gooien en opzijleggen een aantal keren herhalen, telkens met de overgebleven dobbelstenen. Na elke worp moeten er dobbelstenen opzijgelegd worden om nogmaals te mogen gooien of een tegel te mogen pakken, maar de speler moet wel steeds voor een ander symbool kiezen: een symbool dat eenmaal opzijgelegd is, mag in dezelfde beurt niet nogmaals opzijgelegd worden.
4. Zodra de speler een tegel mag pakken, kan hij zijn beurt beëindigen, maar hij mag ook verdergooien om te proberen een tegel met een hoger aantal regenwormen, of juist een tegel van een andere speler, te bemachtigen.
5. Tot slot pakt de speler een tegel en legt deze bovenop zijn stapel, of moet hij een tegel van zijn stapel inleveren.

Einde van een beurt
Een beurt kan op twee manieren eindigen:
1. De speler mag pas een tegel pakken zodra er (een of meerdere) regenwormen opzijgelegd zijn, en het puntentotaal van de opzijgelegde dobbelstenen ofwel minimaal gelijk is aan het laagste getal van de open tegels in de rij op tafel, ofwel precies gelijk is aan het getal van de bovenste tegel van een andere speler. Een regenworm telt hierbij voor vijf punten.
  - Als de tegel waarvan het getal precies gelijk aan het puntentotaal is, open in de rij op tafel of boven op de stapel van een andere speler ligt, mag hij deze pakken.
  - Als dit niet het geval is (of als de speler niet ziet dat de betreffende tegel op de stapel van een andere speler ligt), mag hij de tegel met het eerstlagere getal uit de open rij op tafel pakken.
  - De speler legt de gepakte tegel bovenop zijn eigen stapel: alleen de bovenste tegel mag door andere spelers afgenomen worden.
2. Als de speler na een worp geen dobbelstenen opzij kan leggen (alle symbolen in de worp zijn al een keer opzijgelegd), of zodra alle dobbelstenen opzijgelegd zijn maar niet voldoen aan de condities om een tegel te mogen pakken, dan moet hij (indien hij tegels heeft) een tegel inleveren:
  - De speler pakt de bovenste tegel van zijn stapel en legt deze open op de juiste plaats terug in de rij op tafel.
  - De speler draait de tegel met de hoogste waarde in de open rij op tafel om. Deze tegel komt niet meer terug in het spel. Echter, wanneer de tegel die teruggelegd wordt degene met de hoogste waarde is, dan wordt deze niet omgedraaid.

## Einde van het spel
Wanneer er geen tegels meer open in de rij op tafel liggen is het spel afgelopen. Iedere speler telt nu het aantal regenwormen dat op zijn tegels staat afgebeeld. De speler met de meeste regenwormen wint het spel.

## Spelkarakteristieken
| Onderwerp      |                 |
| -------------- | --------------- |
| Aantal spelers | 2-7             |
| Leeftijd       | vanaf 8 jaar    |
| Speelduur      | 20 - 30 minuten |
| Speltype       | tactiek, geluk  |